# Lady für einen Tag
Lady für einen Tag ist eine US-amerikanische Filmkomödie von Frank Capra. Die Inszenierung, dessen Drehbuch auf der Geschichte Madame la Gimp von Damon Runyon basiert, wurde 1933 gedreht. Die Premiere des Films fand am 7. September 1933 in New York statt. Im Dezember 1935 lief der Film in Österreich an. In Deutschland wurde der Film erstmals als Fernsehpremiere am 31. Oktober 1993 ausgestrahlt.

## Handlung
Annie ist eine Obsthändlerin in New York. Sie steht unter dem Schutz des Gangsters Dave the Duke, der glaubt, ihre Äpfel bringen ihm Glück. Niemand weiß, dass Annie eine Tochter hat. Louise lebt in einem Konvent in Spanien und erhält Briefe, die ihre Mutter mit Hilfe des Hotelpförtners Oscar verschickt. In den Briefen bezeichnet sie sich als eine Dame der Gesellschaft mit Namen Mrs. Worthington Manville.
Louise will nach New York kommen, um ihren Verlobten Carlos und dessen Vater Graf Romero zu besuchen. Zur gleichen Zeit suchen Dave und sein Helfer Happy nach Annie. In Annies Appartement stoßen sie auf ein Foto von Louise. Annies Freunde, die von den Geschichten an Louise wissen, wollen im Hotel Marberry, wo Oscar arbeitet, eine Suite für sie mieten. Sie bitten Dave um Hilfe, der aber zunächst ablehnt. Doch dann überlegt er es sich anders und bringt Annie im Hotel unter. Seine Freundin Missouri Martin lehrt Annie das Benehmen in feiner Gesellschaft. Martin fällt ein, dass Annie einen Ehemann braucht. Sie bringen Richter Blake, einen spielsüchtigen Billardspieler, dazu, sich als Richter Manville und damit als Ehemann der nun sehr attraktiven Annie auszugeben.
Louise kommt mit dem Schiff in New York an und wird von Annie begrüßt. Blake führt die Gruppe zu den wartenden Autos. Zur gleichen Zeit versucht Happy die anwesenden Polizisten von seinem Boss Dave abzulenken, indem er einen Reporter entführt. Nach drei Tagen will Blake eine Abschiedsparty geben, da er und Annie mit nach Spanien fahren wollen. Zwar ist Dave verstimmt, doch er verspricht zu helfen. Er organisiert den Abschied und lässt seine Männer und Frauen wie Annie zu Mitgliedern der höheren Gesellschaft ausbilden. Zudem werden drei weitere Reporter entführt, was dem Polizeiinspektor McCreary einen Tadel von seinem Captain einbringt, da er die vermissten Reporter nicht finden kann. Der Captain indes bekommt vom Bürgermeister ebenfalls deswegen eine Rüge erteilt. Sie alle schwören, ihre Untergebenen zu feuern, wenn das Problem nicht gelöst wird.
Der von Happy entführte Reporter konnte sich befreien und klagt nun Dave an. Am Abend des Abschieds umstellt die Polizei Martins Club, wo die ausgebildeten Männer und Frauen eine Generalprobe für die Party ablegen. Zur gleichen Zeit spielen Blake und der Graf Billard. Blake will den Gewinn für Louises Aussteuer anlegen. Blake gewinnt und erhält einen Anruf von Dave, der ihm mitteilt, dass er und seine Leute im Club gefangen seien. Annie verzweifelt und will dem Grafen die Wahrheit gestehen. Gleichzeitig nimmt McCreary Dave fest. Dave droht damit, dass die Reporter niemals wieder auftauchen werden, wenn er seinen Partyplan nicht durchführen kann. Der Inspektor bringt Dave zum Bürgermeister, der eine Party für den Gouverneur gibt. Dave erklärt dem Gouverneur die Situation.
Gerade als Annie dem Grafen und Louise die Wahrheit sagen will, kommt der Gouverneur mit seinen Gästen an. Er gibt an, von Annie eingeladen zu sein. Die Abschiedsparty ist ein voller Erfolg. Zuletzt lässt der Gouverneur die Abreisenden mit einer Polizeieskorte zum Schiff bringen. Alle Vorgesetzten sind zufrieden, die zurückgekehrten Reporter werden aufgefordert, ihre Abwesenheit damit zu erklären, dass sie zusammen gefeiert haben. Dave wird freigelassen und Annies Geschichte bleibt bestehen.

## Kritiken
Der Rezensent Pem beurteilt Lady für einen Tag im Dezember 1935 im Der Morgen – Wiener Montagblatt rundum positiv: „Eine Satire auf allen Gesellschaftsschwindel, eine wahrhaft echte Komödie ist von Frank Capra genial in Szene gesetzt worden. Wie da aus allen Dialogen, aus allem Geschehen die Doppelbodigkeit [sic] des Lebens durchschimmert, das ist ein Meisterwerk, ein Erlebnis. Ein Film, den man gesehen haben muß.“
Das Lexikon des internationalen Films beschreibt den Film als „gefühlvoll-witzige Verfilmung“. Er sei „Frank Capras erster großer Kino-Erfolg“.
Variety lobt den Film als „ausgewogen und elegant inszeniert“. Besonders hervorgehoben wird die ironische Darstellung des Butlers, dessen Darsteller sich damit „die Schulterklappen verdient“ habe.

## Auszeichnungen
1934 wurde der Film vier Mal für den Oscar nominiert, ging aber bei der Verleihung leer aus. In folgenden Kategorien war der Film nominiert: Bester Film, Beste Regie (Frank Capra), Beste Hauptdarstellerin (May Robson) und Bestes Drehbuch (Robert Riskin).

## Hintergrund
Die Produktion der Columbia Pictures war ein Kassenerfolg und spielte 1933 die für die Zeit enorme Summe von ca. 600.000 US-Dollar ein.
Regisseur Capra, der bei MGM unter Vertrag stand, wurde für 50.000 US-Dollar von Columbia ausgeliehen, um einen Film mit dem Titel Soviet zu drehen. Das Projekt wurde jedoch verworfen, und Capra begann mit den Dreharbeiten zu diesem Film. Auch viele der Darsteller wurden von anderen Studios ausgeliehen. William, Kibbee und Farrell standen bei Warner Bros. unter Vertrag, Robson, Connolly und Parker bei MGM. Nat Pendleton begann seine Schauspielkarriere 1924, vier Jahre nachdem er in Antwerpen bei den Olympischen Spielen 1920 die Silbermedaille im Ringen gewonnen hat.
Für Frank Capra war es die erste Nominierung einer seiner Regiearbeiten. Für die Columbia war es zudem die erste Oscarnominierung eines Filmes des Studios als bester Film.
Halliwell Hobbes, Darsteller des Butlers John, wurde oft in der Rolle des Butlers engagiert, während Robert Emmett O’Connor auf die Rolle des Polizisten abonniert war. In einer kleinen Nebenrolle als Polizist ist Ward Bond zu sehen. Der spätere Regisseur und Produzent Stanley Kramer arbeitete bei diesem Film als Produktions-Assistent.
Die Ausstattung des Films lag in den Händen von Stephen Goosson.
1934 wurde von David Butler eine lose Fortsetzung gedreht. Titel des Films war „Lady for a Choice“. Die Hauptrollen spielten Carole Lombard und wiederum May Robson. Auch Walter Connolly hatte eine Nebenrolle in dem Film, der in Deutschland bislang nicht gezeigt wurde.
Mit seinem letzten Film drehte Frank Capra 1961 ein Remake des Filmes (Die unteren Zehntausend) mit Bette Davis und Glenn Ford. 1989 wurde Damon Runyons Erzählung von Jackie Chan in einer Hongkong-Produktion mit dem Titel „Qiji“ (dt.: Miracles) neu verfilmt. In diesem Film stehen allerdings die Kampfkünste des Hauptdarstellers und Regisseurs Chan im Vordergrund.